# 쿠반-흑해 소비에트 공화국
쿠반-흑해 소비에트 공화국(러시아어: Кубано-Черноморская Советская Республика 쿠바노 체르노모르스카야 소비에츠카야 레스푸블리카[*])는 쿠반 소비에트 공화국, 흑해 소비에트 공화국이 통합하여 건국한 러시아 SFSR의 공화국이었다. 수도는 예카테리노다르이다.
1918년 7월 6일에 이 공화국이 북캅카스 소비에트 공화국으로 통합하였다.